# Леушкино (Торжокский район)
Лёушкино  — деревня в Торжокском районе Тверской области. Входит в состав Грузинского сельского поселения.

## География
Находится в центральной части Тверской области на расстоянии приблизительно 22 км на юг-юго-восток по прямой от районного центра города Торжок.

## История
Деревня была отмечена еще на карте 1825 года. В 1859 году здесь (деревня Новоторжского уезда Тверской губернии) было учтено 28 дворов, в 1941 — 48. До 2017 года входила в состав Пироговского сельского поселения. Ныне постоянное население составляют пенсионеры.

## Население
Численность населения: 511 человек (1859 год), 10 (русские 100 %) в 2002 году, 12 в 2010.